# Tisbe
Segons la mitologia grega, Tisbe (en llatí: Tisbe, en grec antic: Θίσβη) va ser una nimfa beòcia, que segons la tradició va donar nom a la ciutat de Tisbe.
Hi ha dues versions de la seva aventura amorosa. La més antiga diu que Tisbe i Píram s'estimaven i s'havien entregat abans de casar-se. Tisbe va quedar embarassada, i, abatuda, es va suïcidar. Píram, en veure-ho, també es va suïcidar. Els déus, compadits van transformar Píram en un riu a Cilícia i a Tisbe en una font que li donava aigua.
Una altra versió l'explica Ovidi a Les Metamorfosis. Diu que Píram i Tisbe, nascuts a Babilònia, eren dos joves enamorats que no es podien casar per l'oposició de les seves famílies. Es veien secretament, ja que eren veïns i a la paret hi havia un esvoranc per on es comunicaven. Van quedar una nit a la vora de la tomba de Ninos, als afores de la ciutat, on hi havia una morera que creixia prop de una font. Tisbe, la primera en arribar, es va trobar una lleona que havia anat a beure aigua, i va fugir corrents, però li va caure el vel que portava. La lleona va agafar el vel i el va destrossar amb les ungles i les dents, tacant-la de la sang d'una víctima anterior. La lleona va marxar i va arribar Píram, que, al veure el vel destrossat i tacat de sang, va pensar que Tisbe havia mort devorada, es va treure l'espasa i es va matar. Tisbe va tornar a la font, el va trobar mort, li va desclavar l'espasa i es va matar ella. Des d'aquell dia, els fruits de la morera que fins llavors eren blancs, es van tornar vermells, perquè van recollir la sang dels dos amants.
El mite el va recollir amb alteracions el Decameró de Giovanni Boccaccio, centrant-se en la comunicació entre els amants a les seves llars i va servir de base per a Romeu i Julieta, especialment pel tràgic final on una falsa mort de la noia provoca la mort veritable dels dos amants. L'obra representa els amants tràgics Píram i Tisbe, separats per les seves famílies i units en la mort.